# مت زوکری
مت زوکری (به انگلیسی: Matt Czuchry) (زادهٔ ۲۰ مهٔ ۱۹۷۷) بازیگر آمریکایی است.
از فیلم‌ها و سریال های معروف او می‌توان به بازی در فیلم هیولاهای هشت‌پا و دختران گیلموراشاره کرد.